# Gundel-Palatschinken

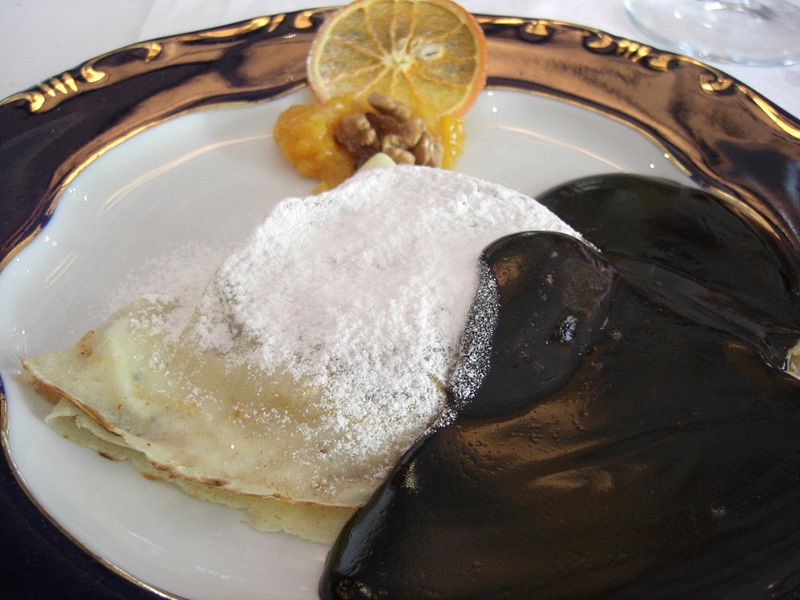
Gundel-Palatschinken im Restaurant Gundel

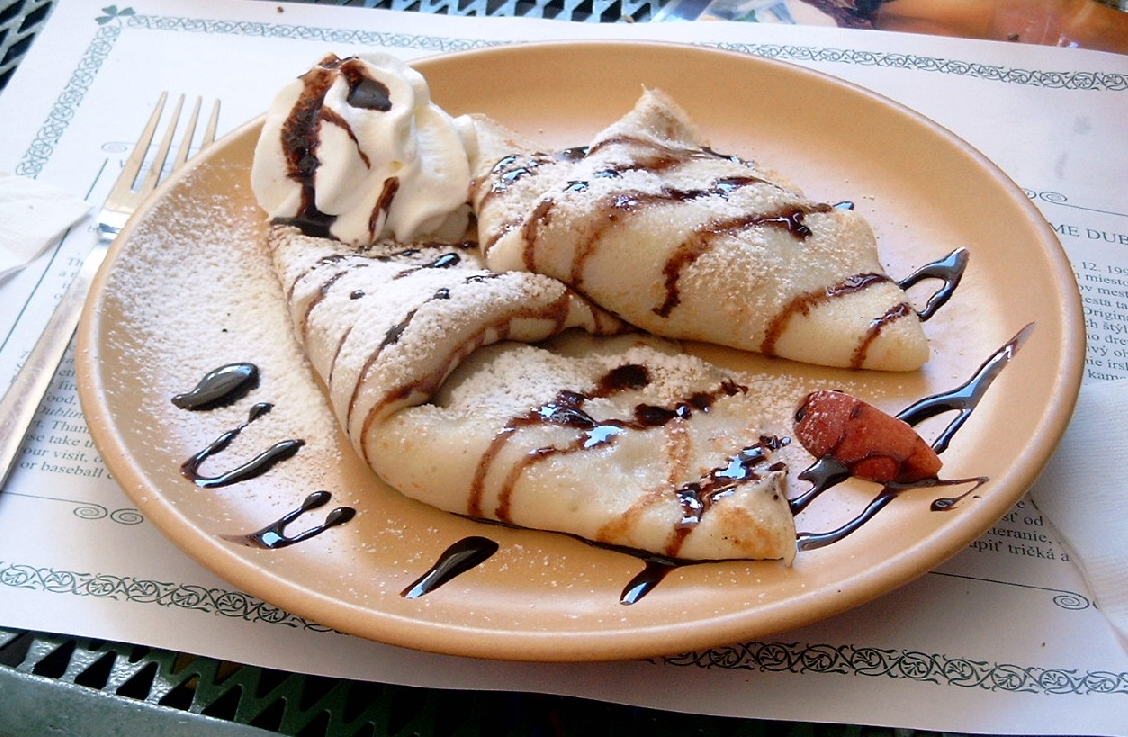
Gundel-Palatschinken-Variation aus Bratislava

Gundel-Palatschinken (original Gundel palacsinta) sind eine ungarische Süßspeise, die nach ihrem Erfinder Károly Gundel (1883–1956) benannt sind. In vielen ungarischen Restaurants stehen sie auf der Speisekarte, auch im Budapester Restaurant Gundel, wo sie erfunden wurden. Sie gehören zu den bekanntesten Vertretern der ungarischen Küche.

## Zubereitung
Die Gundel-Palatschinken werden mit einer Nuss-Rum-Rosinen-Füllung gefüllt und mit einer Schokoladen-Rum-Sauce übergossen. In einigen Restaurants werden die Gundel-Palatschinken vor den Gästen flambiert, was nicht dem Originalrezept von Károly Gundel entspricht, sondern eher eine Touristenattraktion ist.

## Regionale Unterschiede
Die österreichische Küche hat auch diese Mehlspeise in ihr Repertoire aufgenommen. So wird diese Palatschinkenart in Österreich auch manchmal als „Schoko-Nuss-Palatschinke“ oder „Nuss-Palatschinke“ angeboten. Meist wird Schlagobers dazu gereicht, die Fülle enthält manchmal keine Rosinen, dafür aber Zimt. Im Hotel Sacher serviert man die Gundel-Palatschinken nach dem Originalrezept von Károly Gundel, garniert mit karamellisierten Walnüssen. Auch in der Slowakei sind diese Palatschinken bekannt.

## Wissenswertes
Robert Menasse erwähnt die Gundel-Palatschinken in seinem Roman Don Juan de la Mancha, oder, Die Erziehung der Lust.